# Jean-Baptiste de Smet
Jean-Baptiste de Smet (né le 1er février 1674 - mort à Gand le 27 septembre 1741) fut un prêtre de Lokeren, puis évêque de Gand.

## Famille
Issu d'une ancienne famille de Lokeren, il est fils de Gilles de Smet, greffier à la cour wasienne. Il avait pour parent Ambroise (+1746), qui fut chanoine gradué au chapitre de Saint-Rombaut et  conseiller spirituel au Grand Conseil à Malines.

## Évêque
En 1730 le pape Clément XI le nomma comme évêque du diocèse de Gand en succession de Philippe Érard van der Noot. Sa tombe et sépulture se trouvent dans la cathédrale de Saint-Bavon.